# جبال الألب شابلايس
جبال الألب شابلايس هي سلسلة جبلية تقع في شرق جبال الألب بين بحيرة ليمان وسلسلة جبال مونت بلانك.